# وقت التنفيذ

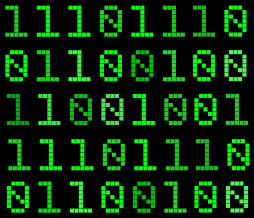
كل تعليمة من أي برنامج يتم تحويلها بالنهاية الى النظام الثنائي

وقت التنفيذ (بالإنجليزية: runtime)‏ هو مصطلح يستخدم في علم الحاسوب للتعبير عن الفترة التي يكون فيها البرنامج في مرحلة التنفيذ، وهي إحدى مراحل حياة البرنامج مثل وقت التصريف ووقت الربط ووقت التحميل، إلخ.
يكتشف خطأ وقت التنفيذ بعد أو أثناء تنفيذ البرنامج، بينما يكتشف خطأ وقت التصريف من قبل المترجم قبل أن يُنفذ البرنامج. تقليدياً، يجري تدقيق الأنواع وتوليد الشيفرة وتحسين البرنامج في وقت التصريف، ولكن يمكن أيضاً إجراؤهم في وقت التنفيذ اعتماداً على اللغة والمترجم المستخدمين.